# Waylon (album)
Waylon è il tredicesimo album di Waylon Jennings. Fu pubblicato dalla RCA Victor nel gennaio del 1970 sotto la produzione di Chet Atkins, Danny Davis e Felton Jarvis. I brani Yes, Virginia e This Time Tomorrow (I'll Be Gone) sono cantati con Anita Carter.

## Tracce
Lato A
1. Brown-Eyed Handsome Man – 2:00 (Chuck Berry)
2. Just Across the Way – 2:34 (Red Lane)
3. Don't Play the Game – 2:56 (George Pollock)
4. Shutting Out the Light – 2:38 (Woody Starr, Claude Brown)
5. I May Never Pass This Way Again – 2:50 (Ray Buzzeo)
6. The Thirty-Third of August – 3:25 (Mickey Newbury)

Lato B
1. Yellow Haired Woman – 1:40 (Waylon Jennings, Red Lane)
2. Where Love Has Died – 2:15 (Jim Owen)
3. All Of Me Belongs to You – 2:03 (Merle Haggard)
4. Yes, Virginia – 2:32 (Liz Anderson)
5. This Time Tomorrow (I'll Be Gone) – 2:48 (Joe Maphis, Rose Lee Maphis)

## Musicisti
- Waylon Jennings - voce, chitarra
- Anita Carter - voce (nei brani Yes, Virginia e This Time Tomorrow (I'll Be Gone))
- Jerry Reed - chitarra, dobro
- Fred Carter - chitarra
- Wayne Moss - chitarra
- Dale Sellers - chitarra
- Pete Wade - chitarra
- Chip Young - chitarra ritmica
- Velma Smith - chitarra ritmica
- Buck Wilkin - chitarra ritmica
- Hargus Pig Robbins - pianoforte
- David Briggs - pianoforte
- Charlie McCoy - armonica, organo, marimba
- John Duke - clarinetto, flauto
- Norman Ray - flauto
- Byron Bach - violoncello
- Martha McCrory - violoncello
- Marvin Chantry - viola
- Howard Carpenter - viola
- Doris Allen - viola
- Brenton Banks - violino
- Solie Fott - violino
- Lillian Hunt - violino
- Martin Katahn - violino
- Sheldon Kurland - violino
- Roy Huskey - basso
- Bobby Dyson - basso
- Norbert Putnam - basso
- Buddy Harman - batteria
- Kenneth Buttrey - batteria
- Dorothy Dillard - accompagnamento vocale
- Priscilla Hubbard - accompagnamento vocale
- Louis Nunley - accompagnamento vocale
- William Wright - accompagnamento vocale
- James Cason - accompagnamento vocale
- Sandra Robinson - accompagnamento vocale
- Bergen White - accompagnamento vocale
- Bergen White - arrangiamenti